# ماکران
ماکران، روستایی است از توابع بخش گهرباران شهرستان میاندورود در استان مازندران ایران.این روستای دارای امکانات رفاهی و تفریحی فوق العاده ای برای مسافران از جمله زمین فوتبال و سالن ورزشی بدنسازی مجهز و یک کلوپ بیلیارد زیبا و دلنشین میباشد

## جمعیت
این روستا در دهستان گهرباران جنوبی قرار داشته و براساس آخرین سرشماری مرکز آمار ایران که در سال ۱۳۹۵ صورت گرفته، جمعیت آن ۱۴۹۸نفر (۵۰۹خانوار) بوده‌است.